# Lady und Schneider
Lady und Schneider ist eine Posse in zwei Acten von Johann Nestroy. Die Erstaufführung fand am 6. Februar 1849 im Wiener Carltheater als Benefizvorstellung für den Dichter statt.

## Inhalt
Dem amateurhaft politisierenden und durchaus opportunistischen Schneider Hyginus Heugeign ist die Politik wichtiger als seine Profession und seine Braut Linerl („Politik is auch das Höchste“). Als er durch Zufall den Auftrag erhält, ein Ballkostüm für Lady Bridewell zu schneidern, spinnt er sich daraus angebliche politische Hintergründe zusammen:
„Es ist ja zu klar; man is auf mich aufmerksam geworden. Die Aristokratie drängt sich in ängstlicher Ungewißheit an mich, – von meinen Reden in Bierhaus is ihnen kein Wort entgangen bey Hof, – England hat offenbar die Hand im Spiel, das allein is schon Beweis, daß was herausschaut.“ (Zweiter Act, 26.ste Scene)
Der wahre Grund ist eine Intrige des Grafen Paul gegen seinen älteren Bruder Friedrich. Heugeign missversteht alles und hält sich für den Mittelpunkt politischer Ränke. Linerl wird von Paul und Fuchs als Mittel zum Zweck missbraucht, indem sie ihr einreden, durch eine Verkleidung als Lady Bridewell könne sie ihren Bräutigam vor dem Verderben retten. Lord Atworth, der alles durchschaut, nützt die Gelegenheit eines Zusammentreffens aller Beteiligten im Schlosse der Lady Bridewell, seiner Nichte zu helfen und die Intriganten bloßzustellen. Nur Heugeign glaubt bis zum Schluss an seine politische Aufgabe:
Heugeign: „Jetzt muß ich in allem Ernst bitten, daß Sie sich erklären, was mit die gewissen höheren Zwecke is, zu die Sie mich verwenden wollen.“
Atworth: „Ich verstehe Sie nicht –“
Heugeign: „Mit die Staatsumsturz- und Terrorismusentwicklungen?“
Atworth: „Mein erster Ausspruch bestätigt sich, der Mensch ist ein Narr.“
Restl: „Schwiegersohn, der spricht es aus, denkt hab ich mir's schon lang im stillen.“ (Erster Act, 29.steund 30.ste Scene)
Erst dadurch kommt Heugeign zur Besinnung und kehrt reumütig zu Linerl und seiner Schneider-Werkstatt zurück.

## Werksgeschichte
Die Vorlage für Nestroys Stück war eine Bearbeitung von Eugène Sues Fortsetzungsroman Les Mystères de Paris (Die Geheimnisse von Paris), der von 1842 bis 1843 in der Pariser Tageszeitung Le Journal des débats erschien. Nestroy hatte schon früher Sue als Quelle benutzt, nämlich 1846 für Zwey ewige Juden und Keiner das Bühnenstück Le Juif errant (Der wandernde Jude) und später (1852) für Kampl das Kapitel L'Orgueil (Der Stolz) des Romans Les Sept Péchés (Die sieben Todsünden). Auf dem Theaterzettel stand allerdings lediglich der Hinweis: Die Handlung ist theilweise dem Französischen entnommen.
In der Tradition des Alt-Wiener Volkstheaters waren die von Nestroy verwendeten Elemente der Kostümbälle mit Verkleidungen, Entführungen, Gaunern mit Dolchen und Losungsworten sowie die Rolle des Schneiders stets vorhanden, so dass Ferdinand Raimund in Die unheilbringende Krone den Dorfschneider Simplizius Zitternadel sagen lässt:
„[…] jetzt können s' gar kein Stuck mehr aufführen, wo s' nicht was von ein' Schneider drin haben […] (Erster Aufzug, neunte Szene)“
Wie auch Judith und Holofernes schrieb Nestroy dieses Stück in den ersten Monaten nach der misslungenen Revolution in Wien.  Nestroys Lady und Schneider kann gewissermaßen als Gegenstück aus der Reaktionsära zum revolutionszeitlichen Stück Freiheit in Krähwinkel gesehen werden, die Hauptfigur Hyginus Heugeign ist die Spiegelung von Eberhard Ultra, Lady Bridewell diejenige der Frau von Frankenfrey.
Während Ultra noch als naiver Enthusiast gezeichnet wurde, ist Heugeign ein sich selbst überschätzender Opportunist, dessen gesamtes amateur-politisches Verständnis in seinem Ehrgeiz nach Ruhm gipfelt:
„Sie müssen mich noch wo an die Spitze stellen, sey's Bewegung oder Clubb, liberal, legitim, conservativ, radical, oligarchisch oder gar kanarchisch, das is mir alle eins, nur Spitze!“ (Erster Act, 10te Scene)
Die Uraufführung war ursprünglich für den 1. Februar geplant gewesen, musste wegen einer Unpässlichkeit von Wenzel Scholz allerdings um einige Tage verschoben werden.
Johann Nestroy spielte den Hyginus Heugeign, Wenzel Scholz den Schneider Restl, Alois Grois den Sekretär Fuchs. Das Stück erlebte lediglich sechs Aufführungen (6. bis 11. Februar), bis es für mehr als 100 Jahre von den Bühnen verschwand und erst 1954 wieder gespielt wurde (im Kleinen Theater im Konzerthaus in Wien). Eine neuere Aufführung fand 2011 bei den Nestroy-Spielen Schwechat statt.
Eine vollständige Handschrift Nestroys ist nicht mehr vorhanden, lediglich einige Blätter mit Vorarbeiten für Couplets, Szenarien, Titelblätter mit Personenverzeichnissen und Dialogskizzen. Auf einem dieser Blätter wird der ursprüngliche Titel mit Der Mann an der Spitze angeführt. Die Original-Partitur von Michael Hebenstreit ist verschollen.

## Zeitgenössische Rezeption
Dieses Stück provozierte wenig schmeichelhafte Rezensionen in der Presse, denn Nestroy wurde offenbar übel genommen, dass er die eben erst vergangenen Revolutionsgeschehnisse satirisch behandelt habe.
Wenn auch die Schwächen des Stoffes eingeräumt wurden, so war die Kritik vom 8. Februar 1849 (Nr. 33, S. 131) im Österreichischen Courier (wie Adolf Bäuerles Wiener Theaterzeitung für einige Zeit hieß) als einzige positiv im Lob für die witzigen Dialoge und die politischen Anspielungen:

„Was in diesem Stücke n i c h t von Nestroy ist, erkennt man sogleich, und wir bedauern, daß er sein ausgezeichnetes Talent an einen so matten Stoff gewendet, es fällt jedoch die Unzulänglichkeit des Sujets nicht allzu sehr ins Gewicht, vergißt doch über den Dialog beinahe auf den Faden des Stückes, und hat nur den außerordentlichen Witz des Verfassers im Auge, mit welchem er wieder sein neuestes Elaborat überreich auszustatten wußte.“

Im Unterschied zum Österreichischen Courier, der von lebhaften Beifallsbezeigungen schrieb, stellte Das freie Österreich, ebenfalls vom 8. Februar (Nr. 37, S. 132), den Unwillen des Publikums wegen einiger politischer Anspielungen fest. Auch wurde das Fehlen witziger Dialoge bemängelt:

„Leider bemerken wir heute im abbesprochenen Stücke wenig gelungene Witze, denen meist die Politik zu Grunde liegt. […] und daß Herr Nestroy bald durch ein kerniges Meisterstück das geflickte Gesellenwerk vergessen läßt.“

Der Humorist von Moritz Gottlieb Saphir, Nestroys ständigem Kontrahenten, beklagte neben einer „equivoquen, lasciven Szene“ – Heugeign nimmt bei Linerl Maß (2. Akt, 13. Szene) – besonders die satirischen Kommentare in den beiden Couplets:

„[…] auch abgesehen hievon waren diese Lieder an sich sehr matt und gehaltlos; das erstere über den Umschwung der Zeit und das Umsatteln abstrahirte der Verfasser meist wohl – von sich, und das andere enthielt gar nichts Komisches, denn daß bei der Ueberschwemmung der Leopoldstadt, die Tr[e]ppen erst nachher kommen, ist, falls es noch wahr ist, wirklich nichts Possenhaftes.“

Diese im gesamten Rezeptionstext durchgehend bösartige Kritik forderte Nestroy zu einem geharnischten Antwortbrief heraus, der am 18. Februar 1849 im Österreichischen Courier (Nr. 168) veröffentlicht wurde. Die satirische Antwort auf Saphirs Anwürfe brachte ebenfalls Das freie Österreich am 22. Februar mit einem zwölfteiligen zustimmenden Kommentar:

„[…] 12. Wer kann wohl noch so albern fragen? – Ueber den Werth und die Wichtigkeit der Saphir'schen Kritiken sind ja längst schon die Akten geschlossen.“

Im Wanderer vom 8. Februar wurde außer einiger Kritik am Stück auch behauptet, die Quelle sei ein französisches Vaudeville mit dem Titel Friseur und Minister, „dessen Originalautoren uns bekannt sind“. Allerdings gab der Rezensent den Namen der Autoren nicht bekannt und ein Vaudeville dieses Titels konnte bislang (Stand 2000) noch nicht gefunden werden.
Negative Rezensionen waren ebenfalls in der Wiener Zeitschrift (8. Februar, Nr. 27, S. 107), im Patrioten (9. Februar, Nr. 34, S. 270–272), in der Allgemeinen Österreichischen Zeitung (10. Februar, Nr. 40, S. 276) – sie verglich das Stück mit „Reaktionsknödeln mit radicalem Sauerkraut“ (Zitat) – und einigen anderen Blättern zu lesen.

## Spätere Interpretationen
Otto Rommel vermutet, der Erfolg des Stückes beim Publikum sei weniger auf die „matte und unzulängliche Handlung“ (Zitat), sondern eher auf die politischen Anspielungen im Text des Hyginus Heugegn, Nestroys Rolle, zurückzuführen, für die das Publikum 1849 ein offenes Ohr gehabt hätte.
Von Helmut Ahrens wird relativierend festgestellt, das Possenspiel zeige beredt, dass Nestroy zwar einerseits unglücklich über den Verlust der erst vor kurzem gewonnenen Freiheiten gewesen sei – die Zensur wurde vom jungen Kaiser Franz Joseph ganz nach dem Muster vor 1848 wieder eingeführt –, sich jedoch andrerseits seine Ablehnung einer politischen Festlegung wieder einmal erkennen lasse. Deutlich sei allerdings zu erkennen, dass der Dichter das Fehlen einer neuen Ordnung, einer neuen Freiheit und wahrer Gleichheit als Folge der Revolution vermisse, was bei ihm zu depressiver Grundstimmung in den Couplets seines Hyginus Heugeign führte.
Bei Peter von Matt wird Nestroys „schwankender Heroismus“ nach der Niederschlagung der Revolution provozierend angesprochen. Nach Matts Argumentation habe der Verfasser von Freiheit im Krähwinkel 1849 „keine Neigung zum politischen Märtyrertum. Es liegt ihm sehr am persönlichen Wohlergehen, mehr noch an der ungebrochenen Entwicklung seines Finanzhaushalts. […] Nach dem blutigen Oktober 1848 ist Nestroy offensichtlich darauf bedacht, sich mit einigen pointiert reaktionären Äußerungen [in Lady und Schneider] öffentlich abzusichern.“ (Zitat). Dennoch wären nach Matt viele von Heugeigns Sentenzen bewusst doppeldeutig, da er zu Recht annehmen konnte, die Zensoren würden komplexe Zusammenhänge nicht erkennen.

## Text
- Kompletter Text auf www.nestroy.at/nestroy-stuecke/63_lady